# Ghiacciaio Varlamov
Il ghiacciaio Varlamov è un ghiacciaio situato sull'isola Alessandro I, al largo della costa della Terra di Palmer, in Antartide. Il ghiacciaio si trova in particolare sulla costa sud-occidentale dell'isola, nella parte nord-occidentale della penisola Beethoven, dove fluisce verso nord-ovest a partire dal versante nord-occidentale del monte Strauss, fino a entrare nell'insenatura di Brahms.

## Storia
Già presente sulle mappe disegnate grazie alle ricognizioni effettuate durante la spedizione antartica di ricerca comandata da Finn Rønne, svoltasi nel 1947-48, il ghiacciaio Varlamov è stato così battezzato nel 1987 dall'accademia delle scienze sovietica in onore del compositore russo Alexander Egorovič Varlamov.